# Нара Апая
Нара Апая (*бірм. နရာအဘယရာဇာ, 1694 — 28 жовтня 1761) — 40-й володар М'яу-У в 1743—1761 роках.

## Життєпис
Належав до династії Нарапавара. У лютому 1743 року після смерті небожа Мадаріта спадкував владу. На той час вже відбулося військове й еконмоічне відновлення М'яу-У, що дозволило розпочати більш активну зовнішню політику.
Продовжив напади на Бенгальське навабство. Вже 1743 року було здійснено напад на область Куч. З 1745 року сутички стали постійними, відбулася спроба захопити порт Читтагонг, але невдало. 1747 року почалася відкрита війна. Приводом до неї стало переслідування ахомських купців в М'яу-У та сусідніх князівствах. Суненфаа звернувся по допомогу до наваба Аліварді-хана, який відправив загін по допомогу. Припускають, що Нара Апая діяв спільно з Раґходжі I, магараджею Нагпуру, який в цей же час почав наступ на Оріссу та Біхар, змушуючи наваба відправити туди основні свої сили. В будь-якому разі війна тривала до 1751 року й завершилася успіхом союзників. Згідно з хронікою «Ракхіна Разавіна» наваб Бенгалії сплатив Нара Апаї 75 золотих злитків та передав частину володінь в гирлі Гангу.
Подальше панування загалом було мирним, що відбилося на зростанні господарства та зовнішньої торгівлі. Відбувається відновлення будівель та буддійських їрамів. Помер 1761 року. Йому спадкував син Тхіріту.